# Personal branding
Il personal branding è l’attività con cui prima si consapevolizza e poi si struttura la propria marca personale.
Può essere definito come ciò che viene detto, sentito e pensato a livello collettivo dalle persone su di voi e sui servizi che offrite, nella vostra vita professionale e non.
Il termine brand a un primo livello di significato è il nome stesso, attraverso il quale si è riconoscibili. A un livello successivo, è una connotazione emozionale, ciò che evoca nel cliente i significati di quel nome.

## Origine del termine
Il termine viene comunemente fatto risalire ad un articolo di Tom Peters del 1997: «You’re branded, branded, branded, branded. [...] Everyone has a chance to learn, improve, and build up their skills. Everyone has a chance to be a brand worthy of remark». Tuttavia, i concetti di self-branding e brand individuale vengano già menzionati in un libro del 1980.

## Caratteristiche
Il personal branding è un processo attraverso cui una persona definisce i punti di forza (conoscenze, competenze, stile, carattere, abilità, ecc.) che la contraddistinguono in modo univoco, creando un proprio marchio personale, che comunica poi nel modo che reputa più efficace. Il personal branding adotta le tecniche utilizzate dal Marketing per promuovere i prodotti commerciali e le adatta per la promozione dell'identità delle singole persone. L'obiettivo in entrambi i casi è il brand positioning ovvero, posizionare nella mente dell'utente il brand (o il nome del professionista) associato a una precisa peculiarità, a un concetto che inequivocabilmente lo distinguerà dai concorrenti.
Con il personal branding si influenza l'utenza, attraverso esperienze da far vivere al cliente (Engagement marketing) o diventando capace di influenzare una comunità virtuale di seguaci fedeli.
Chi applica il personal branding al web ha lo scopo di creare una rete di seguaci attraverso social media e blog personali ed eventi (formazione e fiere di settore) con l'obiettivo di aumentare la propria reputazione sul web.
I professionisti utilizzano software di monitoraggio della reputazione digitale che applicano diverse operazioni dette di monitoraggio i media sociale in grado di valutare la soddisfazione dell'utenza, di fare indagini di mercato e di monitorare le tendenze dei propri follower con operazioni di ascolto.
«Oggi la sfida che tutti noi siamo chiamati ad affrontare è quella del personal branding. Con un mercato del lavoro sempre più liquido e frammentato, chiunque ha l'onere e la responsabilità di accreditarsi sia all'interno dei contesti relazionali in cui vive sia nell'ambito dei social media e della Rete dove sempre più datori di lavoro e committenti, partner e fornitori s'informano in merito alle nostre credenziali e alle nostre competenze.»